# Lo squalo tonante
Lo squalo tonante (Operation Pacific) è un film del 1951 diretto da George Waggner.
È un film di guerra statunitense ambientato durante la seconda guerra mondiale con John Wayne, Patricia Neal e Ward Bond.

## Trama
Durante la seconda guerra mondiale il sottomarino soprannominato Squalo Tonante, al comando di John T. "Dan" Perry, durante una missione speciale nelle Filippine prende in carico un gruppo di suore e bambini, tra cui un neonato soprannominato "Butch", trasportandoli a Pearl Harbor.
Lungo il percorso, il sottomarino avvista una portaerei giapponese e la attacca, ma i suoi siluri non funzionano correttamente, esplodendo a metà strada verso il bersaglio.
Inseguito dal cacciatorpediniere di scorta della portaerei, lo Squalo Tonante riesce ad allontanarsi.
Mentre si trova a Pearl Harbor, il primo ufficiale del sottomarino, il Tenente Comandante Duke E. Gifford, va a trovare Butch all'ospedale della base e incontra la sua ex moglie, il Tenente Mary Stuart, un'infermiera della Marina. Mary è ora sentimentalmente coinvolta con il Tenente Bob Perry, pilota della Marina e fratello minore del Comandante "Dan" Perry, Duke vuole riconquistare comunque Mary, ma viene mandato di nuovo in mare.
Quando il sottomarino ritorna dalla pattuglia, individua un mercantile giapponese, ma ancora una volta i suoi siluri non esplodono. La nave nemica alza bandiera bianca e lo Squalo Tonante emerge e si avvicina. Il mercantile risulta essere una nave Q pesantemente armata che apre il fuoco sul sottomarino. Ferito a morte, il comandante Perry ordina alla barca di precipitarsi in picchiata, sapendo che non sarà in grado di scendere prima che si sommerga.
Sotto il comando di Duke, il sottomarino prende l'offensiva contro la nave Q. Avvisa l'equipaggio che la barca "battaglia in superficie" dopo essersi spostata in posizione per attaccare la nave. All'emersione, Gifford ordina ai cannoni di coperta e ai cannoni antiaerei, nonché a numerose mitragliatrici portatili leggere e pesanti montabili azionate dall'equipaggio di coperta, di sparare a volontà. Dopo che il ponte della nave Q è stato demolito e ha preso fuoco, Duke ordina la velocità sul fianco, speronando la nave giapponese, bucando la sala macchine e affondandola.
Lo Squalo Tonante, con la sua camera di lancio a prua gravemente danneggiata ma con pochi danni da allagamento, rientra per le riparazioni. Tornato a Pearl Harbor, Bob Perry crede che l'ordine di Duke di immergersi abbia ucciso suo fratello e si rifiuta di ascoltare la spiegazione di Duke. Mary cerca di confortare Duke, ma lui rifiuta i suoi tentativi, dichiarando di aver fatto solo il suo dovere e di non provare rimpianti. Lavorando con gli specialisti dei siluri della base, Duke e l'equipaggio del sottomarino intraprendono un'indagine per scoprire perché i siluri non stanno esplodendo. Quando finalmente scoprono la risposta, Duke va da Mary per festeggiare, ma lei lo rifiuta. Il suo superiore, il comandante Steele, ascolta la conversazione e rimprovera Mary per aver buttato via la sua possibilità di felicità con Duke.
Ancora una volta lo Squalo Tonante si dirige verso il mare, questa volta come parte di una linea di ricognizione alla ricerca di una flotta giapponese diretta a Leyte per sterminare la forza d'invasione americana e lì trova il nemico. Anche se rivelerà la sua presenza, Duke trasmette la posizione della flotta. Una volta che Pearl Harbor ha riconosciuto il messaggio, Duke carica i suoi siluri e corre verso il nemico, gettando nel caos le navi da guerra giapponesi attaccanti. Nonostante abbia subito un duro colpo a causa delle cariche di profondità giapponesi, lo Squalo Tonante riesce ad affondare una portaerei giapponese.
Nella fase successiva della battaglia, gli aerei da trasporto americani arrivano e attaccano la flotta giapponese. Lo Squalo Tonante, ora assegnato al servizio di salvataggio, aiuta a recuperare gli aviatori americani abbattuti e lo fa mentre è sotto attacco da parte di combattenti giapponesi. Durante il salvataggio del tenente Bob Perry, il capo della barca e Junior, un marinaio di una famiglia della Marina, vengono uccisi e Duke viene ferito da uno Zero giapponese.
Quando lo Squalo Tonante torna a Pearl Harbor dopo la pattuglia, Mary sta aspettando Duke. I due, riconciliati, si dirigono in ospedale, con l'intenzione di adottare Butch.

## Produzione
Il film, diretto e sceneggiato da George Waggner, fu prodotto da Louis F. Edelman per la Warner Bros. Pictures e girato nella Pearl Harbor Naval Station a Pearl Harbor, Hawaii, dal settembre al novembre del 1950. Il consulente tecnico per il film è stato l'ammiraglio Charles A. Lockwood, il comandante effettivo delle forze sottomarine nel Pacifico (COMSUBPAC) durante la seconda guerra mondiale.

## Distribuzione
Il film fu distribuito con il titolo Operation Pacific negli Stati Uniti dal 27 gennaio 1951 al cinema dalla Warner Bros. Pictures.
Alcune delle uscite internazionali sono state:
- in Danimarca il 4 luglio 1951 (Operation Pacific)
- nel Regno Unito il 13 agosto 1951
- in Svezia il 20 agosto 1951 (Operation i stilla havet)
- in Finlandia il 23 novembre 1951 (Toimintaa Tyynellä merellä)
- in Portogallo il 6 giugno 1952 (Guerra no Pacífico)
- nelle Filippine l'8 luglio 1952
- in Spagna il 9 marzo 1953 (La flota silenciosa)
- in Germania Ovest il 12 giugno 1953
- in Austria nell'agosto del 1953 (Unternehmen Seeadler)
- in Giappone il 4 ottobre 1959
- in Germania Ovest (Unternehmen Seeadler)
- in Brasile (Águas Traiçoeiras)
- in Ungheria (Csendes hadművelet)
- in Grecia (Keravnos ton vython)
- in Francia (Opération dans le pacifique)
- in Italia (Lo squalo tonante)

## Critica
Secondo il Morandini nel film non c'è "niente di nuovo ma tutto su un buon livello. Tese ed efficaci scene di guerra, deliziosi interpreti".

## Promozione
Le tagline sono:
- "Up From The Floor Of The Sea To A High Mark In Excitement!".
- "He's Skipper "Duke" Gifford Who Could Put A Torpedo Through A Needle...And Sew Up A Date With A Laugh!".